# Diancang Shan
Das Cangshan-Gebirge (chinesisch 苍山, Pinyin Cang Shan) oder Diancang-Gebirge (点苍山,  Diancang Shan) ist ein Gebirge im Nordwesten des Stadtgebiets von Dali im Südwesten der chinesischen Provinz Yunnan. Es ist ein Teil des Yunling-Gebirgszuges (云岭,  Yun Ling).
Das Gebirge dehnt sich fünfzig Kilometer in Nord-Süd-Richtung aus und ist zwanzig Kilometer breit. Es liegt im Westen des Erhai-Sees, zwischen dem See und dem Yangbi Jiang (漾濞江), dem Nebenfluss des Lancang Jiang (澜沧江). Das Gebirge hat neunzehn Gipfel (feng) und achtzehn kleine Flüsse (xi) und viele Quellen mit kristallklarem Wasser. Seine durchschnittliche Höhe beträgt 3500 m über dem Meeresspiegel. Die Hauptspitze, der Malong Feng (马龙峰), ist 4122 m hoch. 
Das Gebirge bildet eine schöne Landschaft und hat eine reiche Vegetation, die 1882 von Pierre Jean Marie Delavay dokumentiert wurde.
„Wolken, Schnee, Berggipfel und kleine Flüsse“ ("云、雪、峰、溪") bilden die vier großartigen Ansichten des Cangshan-Gebirges.

## Marmor
Das Cangshan-Gebirge ist berühmt für seinen Marmor, der dort bereits seit der Zeit des Reiches Nanzhao zur Zeit der Tang-Dynastie verarbeitet wird. Er kommt auf allen neunzehn Bergen des Gebirges vor. Das Gestein gehört zur präkambrischen Cangshan-Gruppe und ist wie der Cangshan selbst Bestandteil des Jangtse-Kratons. Wie viele Marmore ist das Material leicht durchscheinend, ausdrucksvoll gemustert und geädert.
Seit der Tang-Zeit hat sich auf der Grundlage dieser Marmorvorkommen in der nahe gelegenen Stadt Dali eine marmorverarbeitende Industrie etabliert, so dass Marmor aus Dali in vielen wichtigen Bauwerken in China verwendet wurde. Aufgrund der Bekanntheit des Marmors aus Dali leitet sich der chinesische Name für Marmor, dalishi (大理石 „Dali-Stein“), vom Namen der Stadt ab. Auch heute noch bildet die Gewinnung, Bearbeitung und der Verkauf von Marmorgegenständen eine wichtige Einkommensquelle für die Region.
Der weiße Marmor (bai dalishi 白大理石), der wolkengraue (yunhui 云灰) und verschiedene bunte (chunhua 春花 „Frühlingsmusterung“ (grün), qiuhua 秋花 „Herbstmusterung“ (braungelb) und shuimohua 水墨花 „Tuschemusterung“ (schwarz)) zählen nach dem Digitalen Museum für Geowissenschaften der Universität Nanjing zu den kostbarsten Marmoren Chinas. Der Marmor Shuimohua gilt davon als der berühmteste und wertvollste. Die Maserungen der geschliffenen Platten sehen oft wie mit dem Tuschepinsel gemalte Landschaften aus, die zudem, wie chinesische Landschaftsgemälde oft auch, kalligraphisch mit Texten verziert werden.

## 19 Gipfel und 18 kleine Flüsse
Die Namen der neunzehn Gipfel und achtzehn kleinen Flüsse lauten wie folgt:
19 Gipfel (von Nord nach Süd): Yunnong feng 云弄峰, Canglang feng 沧浪峰, Wutai feng 五台峰, Lianhua feng 莲花峰, Baiyun feng 白云峰, Heyun feng 鹤云峰, Sanyang feng 三阳峰, Lanfeng feng 兰峰峰, Xueren feng 雪人峰, Yingle feng 应乐峰, Guandi feng 观音峰, Zhonghe feng 中和峰, Longquan feng 龙泉峰, Yuju feng 玉局峰, Malong feng 马龙峰, Shengying feng 圣应峰, Foxiang feng 佛顶峰, Ma'er feng 马耳峰, Xieyang feng 斜阳峰.
18 kleine Flüsse (von Nord nach Süd): Xiayi xi 霞移溪, Wanhua xi 万花溪, Yangxi xi 阳溪溪, Mangyong xi 芒涌溪, Jin xi 锦溪, Lingquan xi 灵泉溪, Baishi xi 白石溪, Shuangyuan xi 双鸳溪, Yinxian xi 隐仙溪, Mei xi 梅溪, Tao xi 桃溪, Zhong xi 中溪, Lüyu xi 绿玉溪, Long xi 龙溪, Qingbi xi 清碧溪, Mocan xi 莫残溪, Tingying xi 葶萤溪, Yangnan xi 阳南溪.